# René Migeot
René Louis Auguste Migeot (* 9. September 1881 in Vitry-sur-Seine; † 28. Oktober 1934 in Ivry-sur-Seine) war ein französischer Autorennfahrer.

## Karriere als Rennfahrer
René Migeot startete in seiner Karriere zweimal beim 24-Stunden-Rennen von Le Mans. Beim 24-Stunden-Rennen von Le Mans 1923 war er Teampartner von Eugène Verpault und beendete das Rennen auf einem Brasier TC4 an der elften Stelle der Gesamtwertung. 1924 wurde er gemeinsam mit Léopold Jouguet Gesamtachter.

## Statistik

### Le-Mans-Ergebnisse
| Jahr | Team                            | Fahrzeug    | Teamkollege     | Platzierung | Ausfallgrund |
| ---- | ------------------------------- | ----------- | --------------- | ----------- | ------------ |
| 1923 | Automobiles Brasier             | Brasier TC4 | Eugène Verpault | Rang 11     |              |
| 1924 | Société des Automobiles Brasier | Brasier TB4 | Léopold Jouguet | Rang 8      |              |